# James Chi
James Ronald Chi (Broome, 1948-ibídem, 26 de junio de 2017) fue un músico y dramaturgo australiano recordado sobre todo por el musical “Bran Nue Dae” , una opera rock que realizó con su banda Kuckles para el Festival de Perth de 1990 y que luego se llevó al cine.

## Biografía
Nació en Australia Occidental, su madre tenía raíces escocesas y aborígenes y su padre, chinas y japonesas.
Durante varios años dejó de componer tras un accidente automovilístico.